# Velký mollový septakord
Velký mollový septakord je pojem z oboru hudební teorie označující typ čtyřhlasého akordu - septakordu.
Jedná se o akord obsahující kromě svého základního tónu ještě  malou tercii, čistou kvintu a velkou septimu. Z hlediska terciového systému je velký mollový septakord rozšířením mollového kvintakordu.

## Značení
Velký mollový septakord je značen velkým písmenem názvu základního tónu s příponou mi pro označení mollového charakteru, který je doplněn o horní index 7maj (ten se obecně používá ke značení velké septimy):
- {\displaystyle Cmi^{7maj}\,\!} od základního tónu c
- {\displaystyle F^{\#}mi^{7maj}\,\!} od základního tónu fis
- {\displaystyle E^{b}mi^{7maj}\,\!} od základního tónu es

Existují také některá alternativní značení, nejčastěji:
- {\displaystyle Cm^{7maj}\,\!}
- {\displaystyle Cmi^{maj7}\,\!}
- {\displaystyle Cmi/maj\,\!}
- {\displaystyle Cm^{7+}\,\!}
- {\displaystyle Cmi^{7+}\,\!}

## Složení
Následující tabulka obsahuje složení velkého mollového septakordu od jednotlivých základních tónů:
| Značka akordu                       | Základní tón | Malá tercie | Čistá kvinta | Velká septima |
| ----------------------------------- | ------------ | ----------- | ------------ | ------------- |
| {\displaystyle Cmi^{7maj}\,\!}      | c            | es          | g            | h             |
| {\displaystyle Gmi^{7maj}\,\!}      | g            | b           | d            | fis           |
| {\displaystyle Dmi^{7maj}\,\!}      | d            | f           | a            | cis           |
| {\displaystyle Ami^{7maj}\,\!}      | a            | c           | e            | gis           |
| {\displaystyle Emi^{7maj}\,\!}      | e            | g           | h            | dis           |
| {\displaystyle Hmi^{7maj}\,\!}      | h            | d           | fis          | ais           |
| {\displaystyle F^{\#}mi^{7maj}\,\!} | fis          | a           | cis          | eis (=f)      |
| {\displaystyle C^{\#}mi^{7maj}\,\!} | cis          | e           | gis          | his (=c)      |
| {\displaystyle A^{b}mi^{7maj}\,\!}  | as           | ces (=h)    | es           | g             |
| {\displaystyle E^{b}mi^{7maj}\,\!}  | es           | ges         | b            | d             |
| {\displaystyle B^{b}mi^{7maj}\,\!}  | b            | des         | f            | a             |
| {\displaystyle Fmi^{7maj}\,\!}      | f            | as          | c            | e             |

## Význam
Velký mollový septakord lze použít v mollových skladbách ve funkci tóniky, pokud za základ slouží nikoliv diatonická mollová stupnice, ale stupnice harmonická moll nebo melodická moll. Vzhledem k neakordicky „ostrému“ půltónovému intervalu mezi velkou septimou a základním tónem (přeloženým o oktávu výš) se v klasické a lidové hudbě tento akord příliš nepoužívá - častější je tónika ve formě trojzvuku -  mollového kvintakordu. Ze stejného důvodu je naopak akord s oblibou a často používán v jazzu.